# Bogusław Turek
Bogusław Stanisław Turek CSMA (nacido el 20 de octubre de 1964 en Wojtkowa )  es un sacerdote católico polaco, michaelita, doctor en teología especializado en teología dogmática, subsecretario del Dicasterio para las Causas de los Santos (hasta 2022 de la Congregación para las Causas de los Santos) desde 2010.

## Curriculum vitae
En 1982 ingresó en la Congregación de San Miguel Arcángel e hizo allí su profesión perpetua el 28 de junio de 1988. El 2 de julio de 1989 fue ordenado sacerdote . Obtuvo el doctorado en teología dogmática en la Universidad Pontificia de Santo Tomás de Aquino . Trabajó, entre otros: como maestro del noviciado religioso en Italia y como ecónomo y consejero provincial. Desde 1994 trabaja en la Congregación para las Causas de los Santos y desde 2009 es responsable de una de las oficinas de este dicasterio. El 29 de diciembre de 2010, el Papa Benedicto XVI lo nombró Subsecretario de la Congregación para las Causas de los Santos.
En 2024, por su contribución al cultivo de la memoria y la documentación de la verdad sobre los polacos que salvaron judíos durante la Segunda Guerra Mundial, fue galardonado con la Cruz de Oro al Mérito .